# Baccarat (kaartspel)

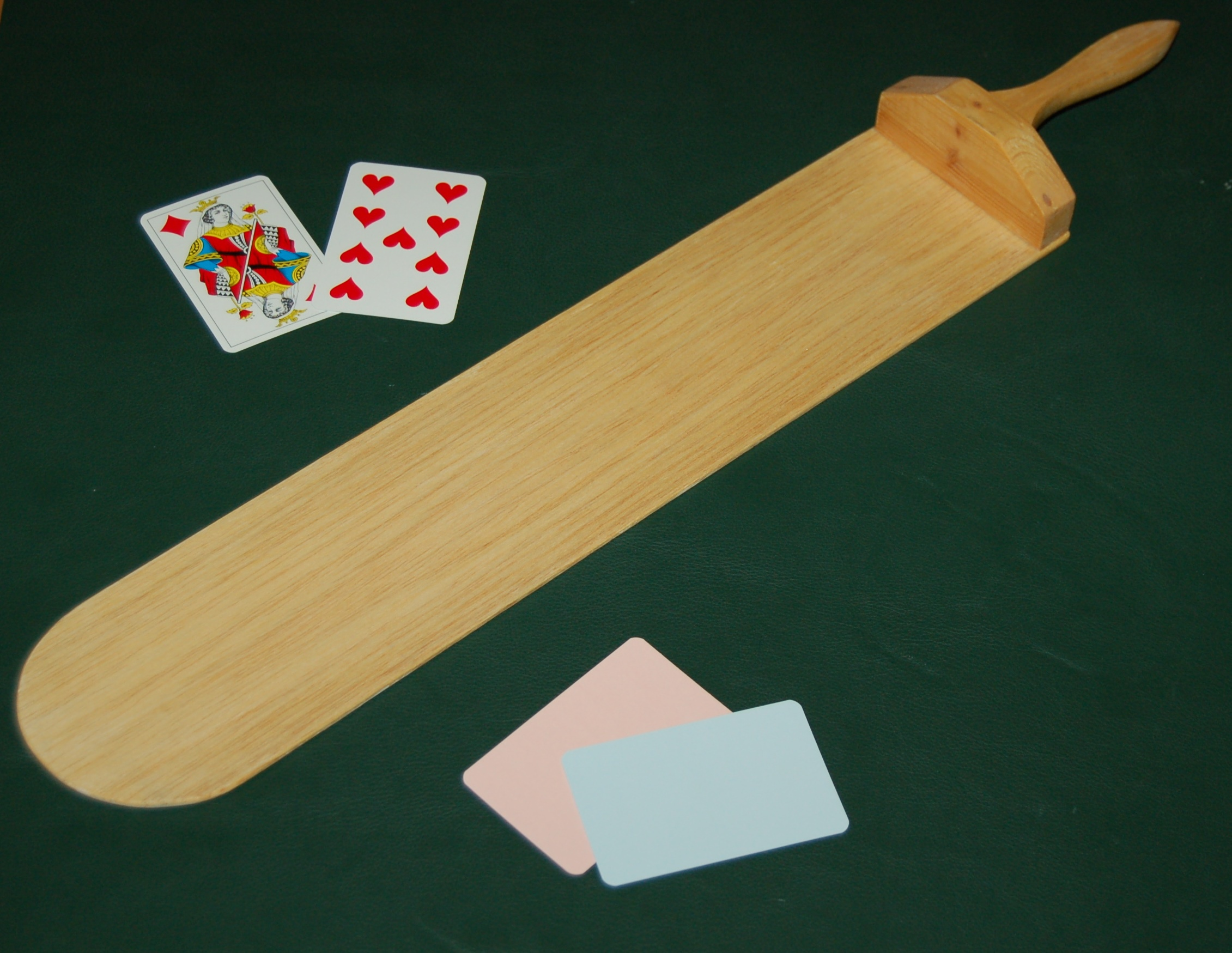
Palet en kaarten voor Baccarat

Baccarat is een kansspel met kaarten. Het spel is vermoedelijk vanuit Italië geïntroduceerd in Frankrijk tijdens de regeerperiode van Karel VIII van Frankrijk van 1483 tot 1498. De oorspronkelijke naam "baccara" was aan het eind van de 19e eeuw nog gangbaar in Nederland.
Er zijn drie algemeen aanvaarde versies van het spel: baccarat chemin de fer, baccarat banque (ook wel a deux tableaux genoemd), en punto banco (ook wel Noord-Amerikaans baccarat genoemd). De laatste variant kan in Nederland worden gespeeld in de casino's van Holland Casino. Tegenwoordig is baccarat het nummer-één-casinospel ter wereld. In de afgelopen dertig jaar heeft de opkomst van casino's – vooral in Azië, maar in toenemende mate in de Verenigde Staten – het tot een spel gemaakt waar casinomanagers en gokkers naar toe trekken. 

## Spelbeschrijving

### Baccarat chemin de fer
Chemin de fer betekent "spoorweg", omdat de bankhouder na ieder door de bank verloren spel verhuist naar de speler links van de bankhouder. Het spel wordt gespeeld met meerdere stokken speelkaarten. Meestal 6 x 52 = 312 kaarten. De kaarten gaan in een "sabot" of "shoe" of ook wel slof genoemd, waaruit ze getrokken worden. De gebruikte kaarten worden terzijde geschoven en dezelfde slof wordt gebruikt, totdat er minder dan 7 kaarten overblijven. Nadat de kaarten zijn geschud, wordt de bank verkocht aan de hoogste bieder. Het geboden bedrag is de eerste bank, waartegen de andere spelers kunnen bieden. De voorhand mag nu eerst een inzet plaatsen en dan zijn linker buurman enzovoorts, totdat het totaal van alle inzetten gelijk is aan het totaal van de bank. Het totaal mag minder zijn dan het geld in de bank, maar nooit meer. Een der spelers mag Banco zeggen, wat betekent, dat hij alleen tegen de bank speelt voor het gehele bedrag. Indien meerdere spelers "banco" willen spelen, gaat de voorhand voor. Als de inzetten gedaan zijn, deelt de bank 4 kaarten; de eerste aan de spelers, de tweede aan zichzelf, de derde aan de spelers en de laatste aan zichzelf. Degene van de spelers met de hoogste inzet (bij 2 gelijke hoogste inzetten gaat de voorhand voor), of de "banco" speler raapt nu de kaarten voor de spelers; hij vertegenwoordigt de spelers en hij speelt de hand; er is dus géén overleg.
Doel van het spel is om zo dicht mogelijk bij de 9 te geraken. De Aas is één punt waard, de Boer, Vrouw en Heer 10 punten, de andere kaarten tellen voor hun eigen aantal. Alleen de eenheden tellen, de tientallen tellen niet. 7, 17 of 27 telt allemaal als 7. Een harten Boer, klaveren 2 en een ruiten 6 telt op tot 18 en telt dus als 8.
Nadat is gegeven, bekijkt eerst de bank zijn kaarten. Heeft hij 8 of 9, dan draait hij zijn kaarten om en annonceert "Huit (ou neuf) à la banque" (vaak gebeurt dit in het Frans). In dit geval is het spel afgelopen en wordt de hand van de spelers vergeleken met die van de bank. Hebben de spelers 9 en de bank 8 dan winnen zij. Hebben zij beide 8 of beide 9, dan eindigt het spel onbeslist en beslist de volgende coup. Heeft de bank geen 8 of 9, biedt hij aan nog een derde kaart te nemen, meestal met de woorden "j'en donne". Hebben de spelers 8 of 9, dan hebben zij direct gewonnen, de bank heeft immers geen 8 of 9 en de bank mag geen derde kaart nemen. Op 6 en 7 past de speler, op 0, 1, 2, 3 of 4 koopt de speler een kaart en op 5 mag de speler zelf beslissen (in gestandaardiseerde casino-versies van het spel wordt er op 5 altijd een kaart gekocht). Daarna legt de bank zijn kaarten open en beslist op basis van zijn eigen totaal en de waarde van de eventuele derde kaart van de spelers of hij past of ook nog een derde kaart neemt. Daarna annonceert de bank zijn totaal, als dit nul is, bijvoorbeeld bij drie tienen, roept hij "baccarat". Nu worden de handen vergeleken en degene, die het dichtst bij 9 is, wint. Bij een gelijk spel blijven de inzetten staan. Verliest de bank, dan gaat de bank naar zijn linker buurman. Men mag de bank weigeren, dan gaat de bank naar diens linker buurman. Als de bank wint staat het oorspronkelijke bedrag van de bank + alle winst in voor de volgende coup. Als hij zijn winst wil innen, moet hij de bank opgeven, dit mag altijd. In dit geval wordt er eerst gevraagd of een der spelers de bank wil overnemen voor het bedrag wat tot dan toe in de bank stond. Is niemand bereid dit risico te dragen, gaat de bank naar de linker buurman van de vorige bankhouder.
Als dit spel in casino's wordt aangeboden, heffen zij meestal een belasting van 5% op de winst van de bankhouder. Dit omdat de bankhouder een van de spelers is; men speelt tegen elkaar en niet tegen "het huis". Als de spelers winnen, betalen zij niets.

### Punto Banco
Dit is een gestandaardiseerde versie van het boven genoemde spel. Men kan inzetten op "punto" of "banco" of "Égalité". De Croupier deelt dan om en om 4 kaarten open op tafel. Twee op het vlak "punto" (dat de spelers in het bovengenoemde spel symboliseert) en twee op het vlak "banco" (vergelijkbaar met de bankhouder). Verder verloopt het spel als boven beschreven, alleen dan met open kaarten. Dit is geoorloofd, omdat alle beslissingen vast liggen, en wel als volgt.
Regels voor de Punto
De Punto neemt altijd met 5 of minder een derde kaart en past op 6 of 7. (acht en negen met 2 kaarten winnen direct)
Regels voor de Banco als de Punto past
Als de Punto geen derde kaart neemt, handelt de Banco als de Punto (dus passen op 6, kopen op 5).
Regels voor de Banco als de Punto een derde kaart neemt
De Banco neemt altijd een derde kaart als hij 0, 1 of 2 heeft.
Op 3 koopt de banco altijd, tenzij hij een acht als derde kaart heeft weggegeven aan de punto.
Op 4 koopt de Banco alleen een derde kaart als hij een 2, 3, 4, 5, 6 of 7 als derde kaart aan de punto heeft gegeven.
Op 5 koopt de Banco alleen een derde kaart als hij een 4, 5, 6 of 7 als derde kaart aan de punto heeft gegeven.
Op 6 koopt de Banco alleen een derde kaart als hij een 6 of een 7 als derde kaart aan de punto heeft gegeven.
Op 7 past de Banco altijd.
Deze regels zijn ook de beste strategie, wanneer men Chemin de fer (dus met dichte kaarten) speelt.
Uitbetaling: Wint Punto, dan wordt 1 tegen 1 uitbetaald. Bij winst van banco, winnen de inzetten op banco het bedrag van hun inzet minus 5%. Dus als men €20,- op banco inzet is de uitbetaling €19,-. Zijn beide handen even hoog, dan blijven alle inzetten staan en de eventuele inzetten op Égalité worden 8 tegen 1 uitbetaald (Dus bij €20,- ontvangt men €160,- en zijn oorspronkelijke €20,- = €180,-).
Voor de croupiers is Punto banco een moeilijk spel. Zij moeten de regels van het trekken (de zogenaamde Tirage) feilloos beheersen en de inzetten correct met de taks (de 5% belasting als de Banco wint) afhandelen. Er is ook een variant waarop er geen belasting wordt geheven, maar waarbij men slechts de helft van zijn inzet wint, als de banco met 5 punten wint.
Deze variant wordt Straight Punto Banco genoemd en heeft inmiddels in alle vestigingen van Holland Casino de "gewone" Punto Banco vervangen.

## Strategie
Als men de optimale strategie volgt zoals boven beschreven is het nadeel van de spelers/punto 1,36 %. Het nadeel van de spelers is het voordeel van de bankhouder. Voor de bankhouder/banco wordt dit gecompenseerd door de belasting tot een nadeel van 1,17 %. Het beste zet men dus op banco.

## Trivia
Chemin de fer wordt vaak gespeeld in James Bondfilms, waarbij het opvalt dat de vrouwelijke tegenspelers van 007 vaak zondigen tegen de tirage en statistisch gezien zeer onverstandige beslissingen nemen.